# Các tổ chức liên kết với Hiệp hội các quốc gia Đông Nam Á
Đây là danh sách của các tổ chức liên kết trực tiếp với Hiệp hội các nước Đông Nam Á (ASEAN).